# Eryngium falcifolium
Eryngium falcifolium là một loài thực vật có hoa trong họ Hoa tán. Loài này được Irgang mô tả khoa học đầu tiên năm 1974.